# Station Heaton Chapel
Heaton Chapel is een spoorwegstation van National Rail in Heaton Chapel, Stockport in Engeland. Het station is eigendom van Network Rail en wordt beheerd door Northern Rail. 